# Magyar Népegészségügyi Szemle
Magyar Népegészségügyi Szemle (1933-1942) alcíme szerint "egészségügyi, embervédelmi és népnevelő folyóirat". A kiadás helye: Marosvásárhely.

## Története
1933. október 15-én indult Schmidt Béla és Szigeti Endre szerkesztésében. Beköszöntőjükben leszögezik: "A mai idők válságos forgatagában a lélek és test épségét fokozottabb mértékben kell megóvni, ellenálló erejét a legmagasabbra kell emelni. Ezt pedig csak úgy és akkor érjük el, ha hiányos ismereteinket pótoljuk, hibás és káros szokásainkat elhagyjuk, a fenyegető veszedelmeket és ártalmakat életünkből kiküszöböljük s lelkünk tisztaságát ápoljuk." A lapot Bernády György OMP-politikus Ajánlás c. alatt üdvözli.
Legelső munkatársai közt Kolozsvár neves orvosai vonulnak fel, köztük Gyergyai Árpád, Herskovits Izidor; a hamarosan népszerűvé váló Magyar Népegészségügyi Szemle jeles budapesti szakemberekre is támaszkodik, s maga köré gyűjti a romániai magyar orvos-szerzőket. Ezzel a táborral kezdi el harcát a betegségek minden fajtája, elsősorban a tuberkulózis, a rák és a nemi betegségek ellen. Az erdélyi szerzők közt az évek során találkozunk Fugulyán Katalin, Gyarmathy Dezső (Székelykeresztúr), Halász Lajos, Joó István, Medve András (Szászrégen), Nagy Jenő, Parádi Kálmán (Dés), Simkó György, Trombitás József, Veress Ferenc (Marosvásárhely) nevével. Főmunkatárs Koleszár László (Kolozsvár), Gergely Endre (Marosvásárhely), majd ennek halála után 1939-től Nagy András György (Gyulafehérvár). Szigeti Endre sokoldalú Vasárnapi Iskola c. rovata a ruházkodástól a napfürdőzésig vagy fogápolásig terjedő gyakorlati egészségtant szolgál, Manyák Ernő Ditró) egészségpolitikánk állandó irányelvét így határozza meg: "Népegészségügyünk mindnyájunk ügye, osztálykülönbség nélkül. Minden jobb- és baloldaliságtól mentesen, mindenek felett áll. Szent ügy!" Szerző a figyelmet a falu felé fordítja, ahol "népünk fogytán lévő erőtartalékának emelése és erősítése" a cél. Népszerű volt a Jó Tudni c. érdekes adatokat tartalmazó rovat, valamint Faragó Ferenc Egészségügyi Kalendáriuma is.
A faluvédelem vezeti a lapban fellépő szociográfusok tollát is: az uralkodó népi irányzat jegyében Daróczi Ferenc Egy kalotaszegi falu c. alatt Vista teljes embervédelmi rajzát adja (1936/11), a még tanítóképzős Szőke László pedig székely faluját, Gelencét mutatja be (1940/5-8). Ebben az értelemben illeszkedik a lapba S. Nagy László író-szerkesztő tanulmánya az erdélyi magyar népegészségügy feladatairól vagy Nagy András A papság és a falu egészségügye c. írása (1935/10). A lap helyet ad Bányai János geológusnak (Székelyudvarhely) is, hogy szakszerűen rávilágítson Erdély sajátos értékeire a természetes gyógymód terén: A Székelyföld különleges gyógyvíz-gazdagságáról (1934/ 7-8); Gyógyfürdő-különlegességek a Székelyföldön (1939/3); Fürdőépítkezések (1941/4); A gyógyvizek, lápok és iszapok vegyelemzése (1942/6) c. közlései hasznos összefüggést létesítenek a népegészségügy és a honismeret tudományágai között. A lap falu-témái során szerepel az egészséges tejgazdálkodás ismertetése.
A rendelkezésre álló sorozat a X. évfolyam 1942/6-os számával zárul, de jelentkezett még számmal a XI. évfolyam is.